# Neue Deutsche Härte
Neue Deutsche Härte (doslova Nová německá tvrdost) je hudební žánr, který spojuje vlivy hard rocku a heavy metalu s elektronickou hudbou. Žánr se vyvinul v 90. letech a jeho název se rozšířil v roce 1995 po vydání alba Herzeleid od skupiny Rammstein. Vyznačuje se texty zpívanými převážně v němčině. Ve skupině jsou zastoupeny elektrická kytara, baskytara, (hluboký) zpěv, bicí a klávesy. V textech bývají obsaženy témata jako láska, nenávist, žárlivost, sexualita, náboženství a smrt.

## Skupiny
ASP, Die Allergie, Die Apokalyptischen Reiter, Eisbrecher, Eisenherz, Fleischmann, In Extremo, Joachim Witt, Hämatom, L'Âme Immortelle, Leichenwetter, Megaherz, Oomph!, Ost+Front, Rammstein, Richthofen, Riefenstahl, Rinderwahnsinn, Ruoska, Schwanensee, Schwarzer Engel, Schweisser, Silber, Sonnengott, Stahlhammer, Stendal Blast, Stoneman, Treibhaus, Unheilig, Weissglut, Zellenpest, Stahlhammer, Subway to Sally, Tanzwut, heldmaschine.